# Marie-Luise Schramm
Marie-Luise Schramm (* 2. Mai 1984 in Ost-Berlin) ist eine deutsche Schauspielerin, Synchronsprecherin sowie Sprecherin von Hörspielen und Hörbüchern.

## Leben
Marie-Luise Schramm ist die Tochter von Bernd Schramm und Gabriele Schramm-Philipp. Sie besuchte zunächst die Rosa-Luxemburg-Oberschule in Berlin-Pankow, dann Internationale Schulen in Potsdam und Berlin. In der 10. Klasse brach sie die Schule ab, um sich ganz auf die Schauspielerei zu konzentrieren.
Bereits im Alter von neun Jahren arbeitete sie zum ersten Mal im Synchronstudio. Sie ist die häufige Synchronstimme von Amanda Bynes, Mara Wilson und Mia Wasikowska. Im Alter von zehn Jahren hatte sie in der Fernsehserie Unser Charly ihre erste Rolle vor der Kamera. Von 1997 bis 1999 spielte sie eine Hauptrolle als Milli in der MDR-Comedyserie Mama ist unmöglich. Darüber hinaus trat sie u. a. in Die Schönste aus Bitterfeld, Erste Liebe und in der Fernsehreihe Tatort auf.

## Auszeichnungen
- 2002: Max-Ophüls-Preis – Beste Schauspielerin für Mein Bruder der Vampir
- 2004: Förderpreis Deutscher Film – Beste Nachwuchsschauspielerin für Bin ich sexy?
- 2005: New Faces Award – Beste Nachwuchsschauspielerin für Bin ich sexy?
- 2005: Nominierung Undine Award – Beste jugendliche Nebendarstellerin für Die Bluthochzeit
- 2006: Nominierung Deutscher Fernsehpreis – Beste Darstellerin Serie für Die Familienanwältin
- 2006: Vornominierung Deutscher Filmpreis für Komm näher
- 2008: Best Actress – Brooklyn International Filmfestival

## Filmografie (Auswahl)
- 1995: Unser Charly
- 1995: Max Wolkenstein
- 1996: Die Gespenster von Flatterfels
- 1996: Das Traumschiff – Singapur
- 1996: Praxis Bülowbogen – Folge 106 „Auf der Kippe“
- 1997–1999: Mama ist unmöglich
- 1999: Der Sommer mit Boiler
- 2000: Nur das Blaue vom Himmel
- 2001: Hallervordens Spotlight
- 2001: Das letzte Versteck
- 2002: Erste Liebe
- 2002: Mein Bruder der Vampir
- 2002: Deutschstunde
- 2003: Tatort – Bermuda
- 2003: Spiderbabe
- 2003: Lucy und Vera
- 2003: Die Schönste aus Bitterfeld
- 2003: Großstadtrevier
- 2003: Herr der Wüste
- 2004: Bin ich sexy?
- 2004: Die Kommissarin
- 2004: SOKO Wismar
- 2005: Polizeiruf 110 – Vergewaltigt
- 2005: Die Familienanwältin
- 2005: Die Bluthochzeit
- 2006: Das Duo – Unter Strom
- 2006: Komm näher
- 2006: Meine bezaubernde Feindin
- 2007: Die Flucht
- 2007: Was am Ende zählt
- 2011: SOKO Leipzig – Abgelenkt
- 2011–2017: Heiter bis tödlich: Morden im Norden
- 2014: SOKO Köln – Tod am Telefon

## Synchronarbeiten (Auswahl)
Mia Wasikowska
- 2010: Alice im Wunderland als Alice Kingsleigh
- 2011: Jane Eyre als Jane Eyre
- 2013: Spuren als Robyn Davidson
- 2014: Madame Bovary als Emma Bovary
- 2014: Maps to the Stars als Agatha Weiss
- 2015: Crimson Peak als Edith Cushing
- 2016: Alice im Wunderland: Hinter den Spiegeln als Alice Kingsleigh
- 2020: The Devil All the Time als Helen Hatton

Mara Wilson
- 1993: Mrs. Doubtfire – Das stachelige Kindermädchen als Natalie Hillard
- 1994: Das Wunder von Manhattan als Susan Walker
- 1997: Harveys Zauberballons als Willow Johnson
- 1997: Der Zauberwunsch als Anabel Greening
- 2000: Thomas, die fantastische Lokomotive als Lily, Burnetts Enkelin

Jamie Brewer
- 2011: American Horror Story: Murder House als Adelaide Langdon
- 2013–2014, 2018: American Horror Story: Coven, American Horror Story: Apocalypse als Nan
- 2015: American Horror Story: Freak Show als Marjorie
- 2017: American Horror Story: Cult als Hedda

Amanda Bynes
- 2003: Was Mädchen wollen als Daphne Reynolds
- 2010: Einfach zu haben als Marianne Bryant
- 2013: Sydney White – Campus Queen als Sydney White

Rhiana Griffith
- 2000: Pitch Black – Planet der Finsternis als Jackie
- 2004: Riddick: Krieger der Finsternis als Jackie

Julie Zangenberg
- 2002: Kletter-Ida als Ida
- 2004: Der Fakir als Emma

America Ferrera
- 2005: Eine für 4 als Carmen
- 2008: Eine für 4 – Unterwegs in Sachen Liebe als Carmen Lowell

Antonia Campbell-Hughes
- 2009: Bright Star – Meine Liebe. Ewig. als Abigail
- 2010: The Task als Angle

Mae Whitman
- 2012: The Factory als Abby
- 2015: DUFF – Hast du keine, bist du eine als Bianca Piper

Aubrey Peeples
- 2013: Sharknado – Genug gesagt! als Claudia
- 2014: Tokarev – Die Vergangenheit stirbt niemals als Caitlin Maguire

Shiori Kutsuna
- 2018: Deadpool 2 als Yukio
- 2024: Deadpool & Wolverine als Yukio

### Filme
- 1997: Jena Malone in Contact als Ellie Arroway (als Kind)
- 1999: Mischa Barton in Notting Hill als 12-jährige Schauspielerin
- 2000: Anna Popplewell in Der kleine Vampir als Anna von Schlotterstein
- 2003: Evan Rachel Wood in Dreizehn als Tracy Louise Freeland
- 2003: Lalaine Paras in Ver–wünscht! als Abby
- 2004: Agnes Bruckner in Stateside als Sue Dubois
- 2008: Taryn Manning in Jack & Jill gegen den Rest der Welt als Jill
- 2009: Vanessa Hudgens in Bandslam – Get Ready to Rock! als Sa(5)m
- 2013: Hannah Murray in Numbers Station als Rachel Davis
- 2017: Mao Ichimichi in Digimon Adventure tri. als Hikari ‘Kari’ Yagami (Film 1–3)

### Serien
- 1997–1999: Taeko Kawata in Dr. Slump als Arale Norimaki
- 1999–2001: Kae Araki in Digimon Adventure und Digimon Adventure 02 als Hikari ‘Kari’ Yagami
- 1999–2003: Jaimee Kaire-Gataulu in The Tribe als Chloe
- 1999–2001: Ellen Fjæstad in Eva und Adam als Eva Ströhmdahl
- 1999–2002: Sue Rose in Angela Anaconda als Angela Anaconda
- 2000–2001: Gloria und ihre Familie als Gloria
- 2000–2004: Lalaine Vergara-Paras in Lizzie McGuire als Miranda Sanchez
- 2002–2006: Amanda Bynes in Hallo Holly als Holly Ann Tyler
- 2005–2008: Jessie Flower in Avatar – Der Herr der Elemente als Toph Beifong
- 2006–2007: Tomoko Kaneda in Black Lagoon als Gretel
- 2007–2009: Hannah Murray in Skins – Hautnah als Cassandra „Cassie“ Ainsworth
- 2009–2011: Gage Golightly in Troop – Die Monsterjäger als Hayley Steele
- 2009–2011: Elyse Levesque in Stargate Universe als Chloe Armstrong
- 2010–2013: Emily Rios in Breaking Bad als Andrea Cantillo
- 2011–2012: Kaylee DeFer in Gossip Girl als Ivy Dickens
- 2012: Béatrice de La Boulaye in Lou! als Lou
- 2013: Kelly Metzger in My Little Pony – Freundschaft ist Magie als Spitfire (Staffel 3 – 7)
- 2014/2015: Kyou Fujibayashi in Clannad und Clannad: After Story
- 2016: Linda Cardellini in Willkommen in Gravity Falls (Folgen 39–40) als Wendy Blerble Corduroy

## Hörspiele (Auswahl)
- 1996: Franz Zauleck: Olga bleibt Olga – Regie: Karlheinz Liefers (Kinderhörspiel – DLR Berlin)
- 2005: Tilman Röhrig: Ein Sturm wird kommen von Mitternacht, Rolle: Goldrun, das Kind (Hörspiel – Lübbe Audio)
- 2009: Lucy Maud Montgomery: Anne in Windy Willows (Anne of Windy Poplars), Rolle: Elisabeth Grayson
- 2009: Nikola Richter: Mitternachtsshopping – Regie: Judith Lorentz (Hörspiel – SWR/DKultur)
- 2010: Laila Stieler: Ick bin nu mal Friseuse (Julia) – Bearbeitung und Regie: Judith Lorentz (Hörspiel – RBB)
- 2020–2021: Kai Meyer: Sieben Siegel (Audible-Hörspielserie, u. a. mit David Nathan, Maximilian Artajo und Luisa Wietzorek)

## Hörbücher (Auswahl)
- 2010: Evermore 1 – Die Unsterblichen von Alyson Noël, Random House Audio
- 2010: Evermore 2 – Der blaue Mond von Alyson Noël
- 2010: Evermore 3 – Das Schattenland von Alyson Noël
- 2014: Rosen und Seifenblasen – Verliebt in Serie von Sonja Kaiblinger, Silberfisch
- 2015: Lilien und Luftschlösser – Verliebt in Serie von Sonja Kaiblinger, Silberfisch

## Computerspiele
- In Far Cry 4, Rolle: Yuma
- In Dragon Age: Inquisition, Rolle: Minaeve